# بیکوو-لاریشوو
بیکوو-لاریشوو (به چکی: Býkov-Láryšov) یک منطقهٔ مسکونی در جمهوری چک است که در شهرستان برونتال واقع شده‌است.